# Dal futuro alla preistoria
Dal futuro alla preistoria (Guided Mouse-ille) è un film del 1967 diretto da Abe Levitow. È il ventisettesimo dei 34 cortometraggi animati della serie Tom & Jerry prodotti da Chuck Jones con il suo studio Sib-Tower 12 Productions. Venne distribuito il 10 marzo del 1967 dalla Metro-Goldwyn-Mayer.

## Trama
Anno 2565. Jerry vede una forma di formaggio e ordina al suo topo meccanico di prenderla. Quando Tom scopre l'accaduto, ordina al suo gatto meccanico di acchiappare l'altro robot, ma fallisce. Tom decide così di catturare personalmente Jerry, ma riceve uno sparo in faccia, così ordina al suo robot di inseguire il topo. Dopo un ulteriore fallimento, Tom si lancia di nuovo all'inseguimento di Jerry, che però riesce a superarlo in astuzia prima colpendolo ripetutamente con un martello e poi facendolo saltare in aria con dell'esplosivo. L'esplosione fa letteralmente tornare il tempo alla preistoria. Qui i protagonisti leccano un osso, ma poco dopo Tom intende mangiare Jerry, che fugge a tutta velocità, seguito dal gatto.